# 建設省
建設省（日语：／ Kensetsu shō */?），又稱施工部，是2001年（平成13年）1月5日為止存在的關於國土・都市計畫、市街地整備（下水道等）、河川（水防砂防）、道路、建築物（一般基準・市街地建築等）、住宅政策、官廳營繕等的行政中央省廳。基於建設省設置法（昭和23年7月8日、法律第113号）設置。

## 來歷
- 1948年1月 - 繼承內務省國土局的業務，設置建設院。
- 1949年 - 改稱建設省。技官的影響較強，有技官出身者就任事務次官之例。
- 2001年1月6日 - 中央省廳再編實施，和運輸省、國土廳、北海道開發廳統合，設置國土交通省。

## 組織

### 幹部
- 建設大臣
- 建設政務次官
- 建設事務次官
- 技監

### 內部部局
- 大臣官房
  - 人事課
  - 文書課
  - 會計課
  - 政策課
  - 地方厚生課
  - 官廳營繕部
    - 管理課
    - 營繕計畫課
    - 建築課
    - 設備課
    - 監督課
- 建設經濟局
  - 總務課
  - 調整課
  - 調査情報課
  - 國際課
  - 建設機械課
  - 建設業課
  - 建設振興課
  - 宅地課
  - 不動産業課
- 都市局
  - 都市總務課
  - 都市政策課
  - 都市計畫課
  - 都市再開發防災課
  - 街路課
  - 區畫整理課
  - 公園綠地課
  - 下水道部
    - 下水道企畫課
    - 公共下水道課
    - 流域下水道課
- 河川局
  - 河川總務課
  - 水政課
  - 河川計畫課
  - 河川環境課
  - 治水課
  - 開發課
  - 防災・海岸課
  - 砂防部
    - 砂防課
    - 傾斜地保全課
- 道路局
  - 道路總務課
  - 路政課
  - 道路交通管理課
  - 企畫課
  - 道路環境課
  - 有料道路課
  - 高速國道課
  - 國道課
  - 地方道課
- 住宅局
  - 住宅總務課
  - 住宅政策課
  - 民間住宅課
  - 住宅整備課
  - 住宅生産課
  - 建築指導課
  - 市街地建築課

### 特別機關
- 國土地理院

### 施設等機關
- 土木研究所
- 建築研究所
- 建設大學校

### 地方支分部局
- 各地方建設局（東北・關東・北陸・中部・近畿・中國・四國・九州）

### 中央省廳再編後

#### 內部部局
- 建設經濟局→省廳再編時，和舊運輸省運輸政策局統合，改組為國土交通省總合政策局。
- 都市局→省廳再編時，和舊國土廳地方振興局等統合，改組為國土交通省都市・地域整備局。

#### 施設等機關
- 土木研究所→2001年4月，國土交通省國土技術政策總合研究所（國總研）發足後，和國總研再編為獨立行政法人（2006年4月現在的本部・筑波中央研究所）。名稱不變。
- 建築研究所→2001年4月，和國總研（立原廳舎）再編為獨立行政法人。名稱不變。
- 建設大學校→和舊運輸省運輸研修所統合，再編為國土交通大學校。本部設置在舊建設大學校本部。

#### 地方支分部局
- 地方建設局→和舊運輸省之第一～第五港灣建設局統合・管轄區域再編，改組為地方整備局。管轄區域以舊地方建設局為中心。

## 關連項目
- 日本道路公團
- 住宅・都市整備公團

## 外部連結
- （moc.go.jp，存于）